# ミラス

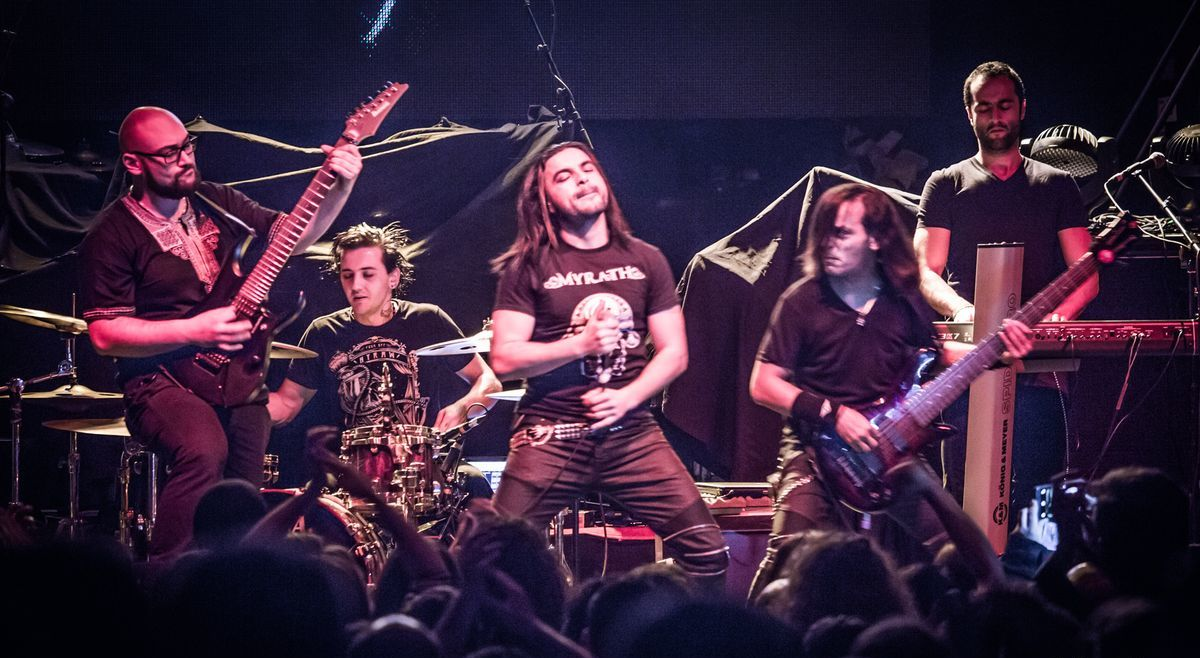

ミラス(Myrath)はチュニジア出身のヘヴィメタル・バンド。

## 経歴
2001年にチュニジアの首都チュニスで、マレク・ベン・アルビア (g)が前身バンドのX-Tazyを結成。最初は幼馴染みと共にバンドをスタートさせた。
2006年3月にチュニジアでロバート・プラントとアダージョのサポート・アクトを務めた際にアダージョのケヴィン・コッファート(Key)と出会い、X-Tazyの事を気に入ったケヴィンは以降アドバイスをするようになり、X-Tazyはオリジナル曲に力を入れるようになる。
同年9月に新メンバーとしてアニス・ジュイニ(b)を迎え、これまでとは異なるオリジナルなバンドを目指すことを決意し、名前をX-Tazyからミラスに改名した（ミラスとはアラビア語でLegacy（遺産）を意味する言葉である）。
2007年6月にザヘル・ゾルガティ(Vo)が加入。
同年9月、ケヴィン・コッファートのプロデュースの下、デビュー・アルバム『HOPE』をリリース。アルバムの好評を受けて彼らのもとに多くのライヴのオファーが舞い込み、ファイアーウインド、アダージョ、アフター・フォーエヴァーといったバンドのサポート・アクトを務めながら数々のフェスティバルに出演。国内外でもライヴを行なうようになり、ミラスの名前は少しずつワールドワイドに広まっていく。
2010年1月に2ndアルバム『DESERT CALL』をリリース。
2011年9月に3rdアルバム『テイルズ・オブ・サンズ』をリリース、同年12月には日本でのリリースも決まり待望の日本デビューを果たす事になる。本作ではミキシングをケヴィン・コッファートとフレドリック・ノルドストロームが共同で行ない、マスタリングはイェンス・ボグレンに依頼。共にスウェーデンのヘヴィ・メタル・シーンで長年手腕を振るってきた達人であるフレドリック・ノルドストロームとイェンス・ボグレンの助力を得たことでサウンド・プロダクション面の大幅な強化を実現した。その後、バンドはドリーム・シアターやシンフォニーXらとのツアーや、「ProgPower USA」、「ProgPower Europe」への出演などで知名度を上げる。
2016年3月に約4年ぶりとなる4thアルバム『レガシー～遺産の伝承者』を発表。収録曲「Believer」はYouTubeで500万回以上再生され、日本でも前作以上の話題を呼ぶ事になる。
同年10月にLOUD PARK16で初来日。
2019年4月にearMUSICと契約し5thアルバム『シェヒーリ』をリリース。収録曲の日本語バージョンを日本盤限定のボーナストラックとして収録。

## メンバー

### 現ラインナップ
- ザヘル・ゾルガティ(Zaher Zorgati) - ヴォーカル (2007? )
- マレク・ベン・アルビア(Malek Ben Arbia) - ギター (2001- )
- アニス・ジュイニ(Anis Jouini) - ベース (2006- )
- エリエス・ブシューシャ(Elyes Bouchoucha) - キーボード (2003- )
- モルガン・ベルテット(Morgan Berthet) - ドラムス (2012- )

### 元メンバー
- Tarek Idouani - ヴォーカル (2001-2003)
- Walid Issaoui - ギター (2001-2003)
- Zaher Hamoudia - ベース (2001-2004)
- Yassine Belgith - ベース (2004-2006)
- Fahmi Chakroun - ドラムス (2001-2004)
- Saief Louhibi - ドラムス (2004-2011)
- Piwee Desfray - ドラムス (2011-2012)

## ディスコグラフィー

### スタジオアルバム
- 2005年 Double Face (チュニジアのみでリリース。X-Tazy名義)
- 2007年 Hope
- 2010年 Desert Call
- 2011年 テイルズ・オブ・サンズ
- 2016年 レガシー～遺産の伝承者
- 2019年 シェヒーリ
- 2024年 Karma